# 葉山こはる
葉山 こはる（1998年4月2日 - ）は、日本の俳優、アイドル、タレント、元料理人。

## 人物
中学生時代からニコ生配信者として活動（2014年3月-2016年4月）。高校生の時には、角川書店 JKライター、ウェディングモデルとして活動。2018年3月高校卒業後、調理師専門学校に進学し、料理人として就職したが、2020年から、俳優、アイドル、被写体等、タレントとしての活動を開始。
二つのアイドルグループを経て、2024年11月からはMelMiに所属。2025年5月にプロデューサーとして新規グループ「夢幻に咲く詩」の結成を決意。オーディションによりメンバーを選出し、2025年9月14日にデビューすることが発表された。
特技：ダンス、料理、お菓子作り

資格/免許：調理師免許、食育インストラクター

## 出演

### 舞台
- 劇団ココア 第24回公演「平川教授に呼ばれて」（2021年10月5日 - 10日、荻窪小劇場）[14]※井崎役
- オフィス・イヴ 主催第1回公演「世界に響け、Holy Song!!」（2021年12月9日 - 12日、ラゾーナ川崎プラザソル）[15][16]※あや役
- 劇団ココア 夏季公演「空と海と太陽と君と僕と夏」（2022年07月12日 - 18日、荻窪小劇場）[17]※まりな役
- (株)ENTAME GIG PLUS制作「14人の、14個の、恋の物語。」（2022年10月20日 - 23日、赤坂チャンスシアター）[18]※最優秀作品賞受賞作「蓋のない世界」ヒロイン、「お前とはやってられないわ!いい加減にしろ!」主演
- 劇団ココア 旗揚げ5周年記念公演「魔女エステリーゼの事件簿 〜狼と兎編〜」（2022年11月23日 - 27日、萬劇場）[19]※ベアトリクス夫人役
- (株)ENTAME GIG PLUS制作「14人の、14個の、恋の物語。vol.2」（2023年01月19日 - 23日、麻布十番・AZABU balloon）[20]※審査員企業賞受賞作「無料体験実施中」主演
- 劇団ココア 第30回記念公演「ロストマン×ロストウーマン」（2023年3月14日 - 19日、萬劇場）[21]※エミリー・スチュアート役
- 劇団ココア第33回公演「DEAD END DEVIL CITY 其ノ壹・伍」（2023年8月16日 - 20日、荻窪小劇場）※宮城若奈役
- 劇団八一公演「NANDEMOIDO」（2023年9月29日 - 10月01日、中野TKJシアター）※美々崎静香役
- 演劇ユニット リトルブレイバー「身代りガスモッグ」（2023年10月11日 - 15日、荻窪小劇場）※フランちゃん役
- 劇団ココア 旗揚げ6周年記念公演「魔女エステリーゼの事件簿～天空と羅刹編～」（2023年11月14日 - 19日、萬劇場）※ビューネイ役
- 劇団ココア「DEAD END DEVIL CITY 其の壹、其の伍・伍」（2024年2月4日 - 16日、荻窪小劇場）※宮城若奈役
- 劇団ココア 「魔女エステリーゼの事件簿 〜黒猫喧騒編〜」（2024年3月13日 - 17日、劇場MOMO）※ビューネイ役
- 劇団ココア第36回公演「DEAD END DEVIL CITY 其ノ陸・伍」（2024年5月15日 - 19日、「劇」小劇場）※宮城若奈役
- 演劇ユニット リトルブレイバー「この想ひ、晴らさでおくべきか!! 紅」（2024年7月17日 - 21日、荻窪小劇場）※スネ子役
- RAVE☆塾「かえってきた姫様スターダスト」（2024年8月8日 – 12日、築地本願寺ブディストホール）町田りな役
- 劇団ココア第36回公演「DEAD END DEVIL CITY 其ノ捌・伍」（2024年9月10日 - 16日、荻窪小劇場）※宮城若奈役
- 演劇ユニット リトルブレイバーvol.20「異世界転生しない物語」（2024年9月19日 - 23日、荻窪小劇場）※A班 アスナ役
- 劇団ココア 旗揚げ7周年記念公演「魔女エステリーゼの事件簿～闇と大蛇編～」（2024年11月7日 - 10日、荻窪小劇場）※ビューネイ役
- 劇団ココア 演劇祭り2024「プロとコントラ」（2024年12月11日 - 15日、荻窪小劇場）※主演 シャーロット役
- 劇団ココア 新春公演「お嬢様はバンドがやりたい」（2025年1月14日 - 19日、「劇」小劇場）※遠藤紗弥役
- 劇団ココア 第39回公演「DEAD END DEVIL CITY 其ノ伍、其ノ伍・伍」（2025年2月5日 - 16日、荻窪小劇場）※宮城若奈役（其ノ伍・伍は主演）
- 劇団ココア 第40回記念公演「魔女エステリーゼの事件簿～精霊と焔編～」（2025年3月18日 – 23日、萬劇場）※バレッタ・フランシス役
- 劇団ココア 第42回公演「DEAD END DEVIL CITY 其ノ玖・伍」（2025年5月13日 - 19日、「劇」小劇場）[22]※宮城若奈役
- 劇団ココア 6月特別公演 「INNOCENT WORLD」（2025年6月10日 - 15日、萬劇場）[23]
- 劇団ココア「魔女エステリーゼの事件簿 ～天国と地獄編～」（2025年7月23日 - 28日、両国・Air studio）※ミス・グレイソン役

### インターネットTV

#### ドラマ
- YouTubeドラマ「僕は神様」（2020年12月4日 -、Youtube、チャンネルイヴ）[24]
- YouTubeドラマ「内見」（2021年9月10日 -、Youtube、チャンネルイヴ）[25]
- YouTubeドラマ「視線 Vol 1」（2022年10月21日 -、Youtube、チャンネルイヴ）[26]
- YouTubeドラマ「視線 Vol .2 リアルフェイス編」（2022年10月28日 -、Youtube、チャンネルイヴ）[27]

#### WEB配信・動画
- 絶対女の子！ vol.17（2021年08月03日 -、Youtube、株式会社バリー・アレン）[28] ※モデル
- 絶対女の子！ vol.18（2021年08月03日 -、Youtube、株式会社バリー・アレン）[29]※モデル
- 絶対女の子！ vol.26（2021年09月28日 -、Youtube、株式会社バリー・アレン）[30]※MC

#### ラジオ
- ごちゃまぜラジオ！【かわさきFM79.1MHz】（2023年01月18日 -、Youtube、ごちゃまぜラジオ【かわさきFM79.1MHz】）[31]

#### CM・PR動画
- 申し訳ございません！！そればっかりは・・・（2023年05月03日 -、Youtube、草津温泉観光協会）[32]
- 草津温泉 アレがアレすぎて・・・申し訳ございません（2023年05月05日 -、Youtube、草津温泉観光協会）[33]
- 【ChatGPT】草津温泉AI推進プロジェクト（2023年06月16日 -、Youtube、草津温泉観光協会）[34]

### アイドルグループの所属歴
- U☆MISTY（2021年2月13日 - 7月11日）
- fairy☆elements（2021年9月11日 - 2024年12月8日）
- MelMi（2024年11月2日 - ）

## その他の作品

### 雑誌
- Webマガジン Le Miel - ルミエル - Local Cafe Vol.6 [35]（2025年4月13日 -  、fleur de noel ( フルール ド ノエル ）- 表紙、COVER HEROIN、インタビュー